# Onur Akdogan
Onur Akdogan (* 1. März 1994 in Hamburg, Deutschland) ist ein deutsch-türkischer Fußballspieler. Er spielt seit Sommer 2019 für Inter Eidelstedt.

## Karriere
Akdogan wechselte 2003 vom SV Eidelstedt zum Hamburger SV. Bis 2012 spielte er in allen Jugendmannschaften. Zur Saison 2012/13 wechselte Akdogan zu Holstein Kiel und wurde in dieser Saison der beste Torschütze der Kieler A-Jugend-Mannschaft. Im Sommer 2013 unterschrieb er einen Einjahres-Profivertrag. Am 28. September 2013 absolvierte er gegen die SV 07 Elversberg sein Profidebüt.